# Sulzach (Dürrwangen)
Sulzach ist ein Gemeindeteil des Marktes Dürrwangen im Landkreis Ansbach (Mittelfranken, Bayern). Die Gemarkung Sulzach hat eine Fläche von 4,140 km². Sie ist in 410 Flurstücke aufgeteilt, die eine durchschnittliche Fläche von 10.096,43 m² haben.

## Geographie
Das Dorf liegt am rechten Ufer der Sulzach und am Wegweiherbach, der dort als rechter Zufluss in die Sulzach mündet und westlich des Ortes eine Kette von Weihern speist. Im Westen liegt das Frickinger Holz, ansonsten ist der Ort von Acker- und Grünland umgeben. Im Nordwesten wird die Flur Klingenfeld genannt, im Norden Hirtenlacke. Eine Gemeindeverbindungsstraße verläuft nach Hammerschmiede (1,4 km nordwestlich) bzw. nach Dürrwangen zur Kreisstraße AN 41 (2 km südöstlich). Eine weitere Gemeindeverbindungsstraße verläuft die AN 42 bei Flinsberg kreuzend nach Neuses (2,2 km südwestlich).

## Geschichte
Die Fraisch über Sulzach war umstritten. Sie wurde sowohl vom ansbachischen Oberamt Feuchtwangen als auch vom oettingen-spielbergischen Oberamt Dürrwangen beansprucht. Die Reichsstadt Dinkelsbühl wollte sie auf ihrem Anwesen geltend machen. Die Dorf- und Gemeindeherrschaft hatte das ansbachische Kastenamt Feuchtwangen. 1732 bestand der Ort aus 17 Anwesen und 1 Gemeindehirtenhaus. Grundherren waren das Oberamt Dürrwangen (10 Gütlein, 3 Häuslein), das Spital der Reichsstadt Dinkelsbühl (2 Höfe, 1 Gütlein) und das ansbachische Klosterverwalteramt Auhausen (1 Gütlein). Gegen Ende des 18. Jahrhunderts gab es 23 Anwesen, 1 Feldkapelle und 1 Gemeindehirtenhaus. Grundherren waren das Oberamt Dürrwangen (1 Viertelhof, 3 Söldengüter, 1 Söldengut mit Korbhaus, 1 Söldengütlein, 1 Köblergut, 5 Hauslehen, 2 Häuser, 2 halbe Hauslehen, 2 Halbhäuser), die Reichsstadt Dinkelsbühl (Siechenpflege: 1 Hofgut, Spital: 2 halbe Hofgüter; die Dinkelsbühler Eigenherren Bühlmeyer und Rothmund: 1 Gut) und das Verwalteramt Auhausen (1 Gütlein). Von 1797 bis 1808 unterstand der Ort dem Justiz- und Kammeramt Feuchtwangen.
1806 kam Sulzach an das Königreich Bayern. Infolge des Gemeindeedikts wurde Sulzach dem 1809 Steuerdistrikt und der Ruralgemeinde Dürrwangen zugeordnet. Mit dem Zweiten Gemeindeedikt (1818) entstand die Ruralgemeinde Sulzach. Sie war in Verwaltung und Gerichtsbarkeit dem Landgericht Dinkelsbühl zugeordnet und in der Finanzverwaltung dem Rentamt Dinkelsbühl (1919 in Finanzamt Dinkelsbühl umbenannt, seit 1973 Finanzamt Ansbach). Die Verwaltung übernahm 1862 das neu geschaffene Bezirksamt Dinkelsbühl (1939 in Landkreis Dinkelsbühl umbenannt). Die Gerichtsbarkeit lag beim im gleichen Jahr gebildeten Stadt- und Landgericht Dinkelsbühl (1879 in das Amtsgericht Dinkelsbühl umgewandelt, seit 1973 eine Zweigstelle des Amtsgerichtes Ansbach). Die Gemeinde hatte 1964 eine Gebietsfläche von 4,270 km². Am 1. Oktober 1969, also noch vor der Gebietsreform in Bayern, wurde diese nach Dürrwangen eingemeindet. Mit der Auflösung des Landkreises Dinkelsbühl im Jahr 1972 kam Sulzach an den Landkreis Ansbach.

### Baudenkmäler
- Klingenfeld: Corpus des Feldkreuzes, Holz, Anfang 19. Jahrhundert; ca. 800 m östlich des Ortes.[16]
- Raitersberg; Sulzachfeld: Bildstock, verputzter Pfeiler, Ende 18. Jahrhundert; am Ortsausgang nach Krapfenau.[16]
- St.-Leonhard-Straße: Feldkapelle, kleiner massiver Nischenbau mit Putzgliederungen, 18. Jahrhundert[16]
- Von Sulzach nach Dürrwangen: Feldkreuz mit Leidenswerkzeug, Holz, um 1900.[16]

### Einwohnerentwicklung
| Jahr      | 1818   | 1840   | 1852   | 1861   | 1867   | 1871   | 1875   | 1880   | 1885   | 1890   | 1895   | 1900   | 1905   | 1910   | 1919   | 1925   | 1933   | 1939   | 1946   | 1950   | 1961   | 1970   | 1987   | 1995 | 2005 | 2011 | 2017  |
| Einwohner | 109    | 162    | 163    | 154    | 139    | 135    | 146    | 158    | 168    | 159    | 138    | 132    | 135    | 142    | 137    | 157    | 142    | 137    | 168    | 152    | 133    | 138    | 119    | 144  | 117  | 112  | 109   |
| Häuser    | 26     | 26     |        |        |        | 31     |        |        | 34     | 36     |        | 36     |        |        |        | 36     |        |        |        | 35     | 33     |        | 34     |      |      |      |       |
| Quelle    | [ 18 ] | [ 19 ] | [ 20 ] | [ 21 ] | [ 22 ] | [ 23 ] | [ 24 ] | [ 25 ] | [ 26 ] | [ 27 ] | [ 20 ] | [ 28 ] | [ 20 ] | [ 29 ] | [ 20 ] | [ 30 ] | [ 20 ] | [ 20 ] | [ 20 ] | [ 31 ] | [ 13 ] | [ 32 ] | [ 33 ] |      |      |      | [ 2 ] |